# Żony ze Stepford (film 2004)
Żony ze Stepford (ang. The Stepford Wives) – amerykański film z 2004 roku (remake produkcji pod tym samym tytułem z 1975) w reżyserii Franka Oza na podstawie powieści Żony ze Stepford Iry Levina.

## Opis fabuły
Joanna Eberhart (Nicole Kidman) jest najmłodszą panią prezes w historii stacji telewizyjnej EBS, ma też troskliwego męża (Matthew Broderick) i dwójkę udanych dzieci. Jej szczęśliwe dotychczasowe życie legło w gruzach pewnego katastrofalnego dnia. Traci pracę, ma problemy małżeńskie, nie pamięta nawet, do której szkoły chodzą jej dzieci. Dopiero po tych zdarzeniach Joanna i jej mąż Walter zastanawiają się nad swoim życiem i nad tym, co w nim powinno być najważniejsze.
Całą rodziną udają się do idyllicznego, rajskiego przedmieścia Stepford w stanie Connecticut. W uroczym, małym miasteczku dzieje się coś dziwnego, co wzbudza podejrzenia Joanny. Podejrzliwa jest także Bobbie Markowitz (Bette Midler), która niedawno przeprowadziła się tu wraz ze swym wybuchowym mężem Dave’em (Jon Lovitz). Również Roger Bannister (Roger Bart), architekt, który przybył do Stepford, mając nadzieję na uratowanie swego chwiejnego związku z konserwatywnym partnerem Jerrym (David Marshall Grant), zastanawia się, co jest grane.
Wszystkie żony ze Stepford są jak Claire Wellington (Glenn Close) – piękne, szczęśliwe i obdarzone wieloma umiejętnościami. Potrafią upiec ciasto, odmalować dom, skosić trawę i po tym wszystkim pobawić się z dziećmi.
Joanna czuje się coraz bardziej nieswojo wśród czarujących i służalczych żon. Natomiast jej mąż, Walter, jest szczęśliwy jak nigdy dotąd. Duże wrażenie robi na nim Stowarzyszenie Mężczyzn ze Stepford, mieszczące się w okazałej rezydencji w centrum miasteczka. Walter uważa, że życie w tym miasteczku jest snem i właśnie tak powinno zawsze wyglądać. Jednak na drodze idylli staje Joanna wraz z Bobbie.

## Obsada
| Postać | Aktor              | Polska wersja językowa     |
| --- | ------------------ | -------------------------- |
| Joanna Eberhart | Nicole Kidman      | Agata Buzek                |
| Walter Eberhart | Matthew Broderick  | Tomasz Kozłowicz           |
| Bobbie Markowitz | Bette Midler       | Anna Apostolakis-Gluzińska |
| Dave Markowitz | Jon Lovitz         | Paweł Szczesny             |
| Max Markowitz | Sebastian Rand     | Jonasz Tołopiło            |
| Clarie Wellington | Glenn Close        | Elżbieta Kijowska-Rozen    |
| Mike Wellington | Christopher Walken | Wojciech Duryasz           |
| Sarah Sunderson | Faith Hill         | Iwona Rulewicz             |
| Roger Bannister | Roger Bart         | Tomasz Bednarek            |
| Wersja polska: Start International Polska Reżyseria: Elżbieta Kopocińska Dialogi polskie: Anna Niedźwiecka-Medek Dźwięk i montaż: Janusz Tokarzewski, Hanna Makowska Kierownictwo produkcji: Elżbieta Araszkiewicz |                    |                            |

## Twórcy filmu
- reżyseria – Frank Oz
- scenariusz – Paul Rudnick (na podstawie powieści Iry Levina)
- muzyka – David Arnold
- producent – Donald De Line, Gabriel Grunfeld, Scott Rudin, Edgar J. Scherick
- zdjęcia – Rob Hahn
- scenograf – Jackson DeGovia
- montaż – Jay Rabinowitz
- casting – Laura Rosenthal, Juliet Taylor
- producent wykonawczy – Ronald M. Bozman, Keri Lyn, Keri Selig
- kierownictwo artystyczne – Peter Rogness